# Национальное коалиционное правительство Бирманского Союза
Национальное коалиционное правительство Бирманского Союза (NCGUB; бирм.: ပြည်ထောင်စု မြန်မာနိုင်ငံ အမျိုးသား ညွန့်ပေါင်းအစိုးရ) — правительство в изгнании, базировавшееся в городе Роквилл штата Мэриленд. 18 декабря 1990 Национальная Лига Демократии (NLD) и другие оппозиционные партии Мьянмы выбрали Сейн Вина, двоюродного брата Аун Сан Су Чжи премьер-министром NCGUB. В 2012 году правительство было упразднено.